# Olympische Jugend-Winterspiele 2016/Teilnehmer (Südafrika)
| Gelbes Symbol für Goldmedaillen mit stilisierten Olympischen Ringen | Graues Symbol für Silbermedaillen mit stilisierten Olympischen Ringen | Braundes Symbol für Bronzemedaillen mit stilisierten Olympischen Ringen |
| ------------------------------------------------------------------- | --------------------------------------------------------------------- | ----------------------------------------------------------------------- |
| —                                                                   | —                                                                     | —                                                                       |

Südafrika nahm an den Olympischen Jugend-Winterspielen 2016 in Lillehammer mit einer Athletin in einer Sportart teil.

## Sportarten

### Ski Alpin
| Mädchen        |              |             |    |             |    |             |    |
| Rachel Olivier | Riesenslalom | 1:46,60 min | 42 | 1:42,07 min | 36 | 3:28,67 min | 36 |
| Rachel Olivier | Slalom       | 1:15,00 min | 37 | 1:09,12 min | 31 | 2:24,12 min | 31 |